# Liriomyza brunnifrons
Liriomyza brunnifrons este o specie de muște din genul Liriomyza, familia Agromyzidae. A fost descrisă pentru prima dată de Malloch în anul 1914.
Este endemică în Taiwan. Conform Catalogue of Life specia Liriomyza brunnifrons nu are subspecii cunoscute.